# Gare de Saint-Gingolph
La gare de Saint-Gingolph est une gare ferroviaire située dans la commune de Saint-Gingolph (Valais), dans le canton du Valais.
Elle se situe sur la ligne de Longeray-Léaz au Bouveret, mais est également le départ de la ligne St-Gingolph–Bouveret–Monthey–St-Maurice, se connectant avec la ligne du Simplon en gare de Saint-Maurice. Elle n'est desservie que par les trains du RER Valais.

## Historique
La gare de Saint-Gingolph est étroitement liée à la construction et à l’exploitation de la ligne de chemin de fer Évian - Le Bouveret - Saint-Maurice, connue sous le nom pittoresque de ligne du Tonkin.
Une concession pour une ligne de chemin de fer Le Bouveret - Sion est accordé à la Compagnie de la Ligne d'Italie en 1853 et sa construction débute en 1858.
En juillet 1886, une convention internationale, conclue entre la France et la Suisse, permet la construction d’une ligne de chemin de fer reliant Évian-les-Bains au Bouveret avec liaison entre les deux pays à la frontière de Saint-Gingolph. La ligne est exploitée par la compagnie française PLM avec transbordement à la gare du Bouveret.
Pour les formalités douanières, la compagnie PLM fait construire une gare mais à  Saint-Gingolph France, obligeant les habitants de Saint-Gingolph Suisse, à se déplacer en France (environ 550 mètres), pour prendre le train pour Saint-Maurice.
En juillet 1915, l’État du Valais demande à la Confédération de créer une halte à Saint-Gingolph Suisse car la gare française pose des problèmes désagréables au détriment des voyageurs. En cette même année, la direction du premier arrondissement des CFF, fait construire une halte à Saint-Gingolph Suisse car depuis le début de la guerre, les habitants devaient aller prendre le train au Bouveret et ceci jusqu’à la fin de guerre qui a permis à la compagnie PLM la reprise de la liaison Évian - Le Bouveret.
En janvier 1922, le village de Saint-Gingolph Suisse est aussi desservi par deux trains des CFF. Le 1er octobre 1926, la halte de Saint-Gingolph Suisse n’est aménagée que pour un service restreint des voyageurs avec la possibilité de délivrer des billets de simple course aller et retour jusqu’à Saint-Maurice. 
En 1930, la halte était toujours qu’une « misérable bicoque de bois qui ressemble à la guérite d’un garde-voie ». Les marchandises devaient être expédiées depuis la gare du Bouveret située à 4,5 km car la gare française avec ses douaniers, ses lois et ses règlements ne rendait pas le passage facile et rapide. De plus le 5 mai 1938, pour des raisons d’économie, la Compagnie PLM, devenue La Société nationale des chemins de fer français le 31 août 1937, décide, en accord avec les CFF, de ne plus assurer par trains mais par car, le transport des voyageurs entre Évian-les-Bains et Le Bouveret, seul le transport de marchandises reste assuré.
1939-1945, avec la guerre, la ligne Évian-les-Bains - Le Bouveret retrouve une certaine importance, rendant de précieux services pour le ravitaillement de la Suisse et le transport des réfugiés, cette ligne étant la seule ligne non contrôlée par les troupes d’occupation.
Le 17 mai 1946, le premier train à traction électrique entre en gare de Monthey pour l’inauguration de l’électrification de la ligne Saint-Maurice - Monthey et le 1er octobre 1954, c’est  l’inauguration de l’électrification de toute la ligne du « Tonkin » avec l’arrivée d’un premier train à traction électrique dans la nouvelle gare de Saint-Gingolph construite entre 1946 et 1953, période durant laquelle on transforma également les bâtiments de voyageurs pour les gares de Monthey, Vouvry et Le Bouveret.
Après la guerre, la SNCF voulait reprendre le trafic voyageur entre ces deux gares mais comme à la sortie de la guerre, elle avait accordé une concession à une entreprise de transports privés de Thonon-les-Bains pour quarante ans, la SNCF ne put reprendre ce service ferroviaire.
Pour des raisons de rentabilité et à la suite d'une stratégie de suppression des petites lignes en France, la ligne de 27 km d’Evian à Saint-Gingolph est fermée au trafic de marchandises le 27 mai 1988. La gare de Saint-Gingolph devient le terminus de la ligne.
Depuis 2013, le Valais possède son propre réseau RER, avec toutes les gares valaisannes desservies dont celle de Saint-Gingolph

## Service des voyageurs

### Accueil
Comme pour la plupart des petites gares des CFF en Suisse, les guichets pour la distribution des billets ont été fermés et remplacés par un distributeur automatique de titres de transport. Les achats de titres de transport peuvent également être effectués avec une application « Mobile CFF ».

### Desserte
La gare de Saint-Gingolph est desservie toutes les heures par des trains régionaux du réseau express régional valaisan à destination de Brigue.

### Intermodalité
La gare de Saint-Gingolph est en correspondance à distance avec les bateaux de la CGN assurant des liaisons suivant les périodes de l'année entre le débarcadère de St-Gingolph (Suisse) (lac), le Bouveret, Vevey voire le port de Lausanne-Ouchy.
Elle est également en correspondance avec la ligne CarPostal nocturne no 1 reliant la gare de Monthey à Saint-Gingolph qui circule les vendredis et samedis soir.
Enfin, elle est desservie par une ligne de bus française, la ligne 10 des transports en commun d'Évian-les-Bains (ÉVA'D) depuis Évian-les-Bains en longeant l'ancienne ligne du Tonkin.